# Сливени
Сливени (грч. Κορομηλιά, до 1928. грч. Σλίβενη) је насељено место у општини Костур у периферији Западна Македонија, Грчка. Према попису из 2021. године било је 308 становника.
Према бугарском географу и историчару, Василу Канчову, у Сливенима је 1900. године живело 270 Албанаца муслимана. Некада су Сливени били словенско насеље, али је словенско становништво протерано и њихова имања су преузеле албанске муслиманске породице. Након 1924. муслиманско становништво је принудно исељено у Турску а на њихово место су насељене грчке избегличке породице из Турске.